# Ricordano Malispini
Ricordano Malispini o Malespini (Firenze?, 1220 circa – 1290 circa) è stato un cronista fiorentino di parte guelfa, proveniente da una famiglia nobile, venuta da Roma in antico, come egli stesso racconta.

## Istoria fiorentina
Scrisse la Storia fiorentina, spesso indicata come Cronica malispiniana, una cronaca che ricorda la più famosa Nuova Cronica di Giovanni Villani. Il Malispini compilò la sua opera fino all'anno 1281 ed essa fu continuata poi, fino al 1286, da suo nipote Giacotto. Nei primi capitoli segue tradizioni favolose e leggendarie, poi parla della storia di Firenze, senza artifici di stile, ma con locuzioni espressive. Alcuni capitoli della sua storia sono intitolati: Come in Firenze si cominciò battaglia cittadina tra gli Uberti e la signoria de' Consoli; Come gli ambasciadori fiorentini e pisani ebbero quistione in Roma; Come i Fiorentini andarono sopra a Pisa; Due usanze de' Fiorentini antichi in tempo di guerra.

### Edizioni dellaStoria
- Historia antica di Ricordano Malespini gentil'huomo fiorentino. Dall'edificazione di Fiorenza per insino all'anno MCCLXXXI. Con l'aggiunta di Giachetto suo nipote dal detto anno per insino al 1286. Nouamente posta in luce. In Fiorenza, nella stamperia de i Giunti, 1568 (poi anche 1598)
- Istoria fiorentina. Coll'aggiunta di Giachetto Malespini e la Cronica di Giovanni Morelli. G. G. Tartini e S. Franchi, Firenze 1718
- Storia fiorentina di Ricordano Malispini col seguito di Giacotto Malispini, dalla edificazione di Firenze sino all'anno 1286, ridotta a miglior lezione e con annotazioni illustrata da Vincenzio Follini. Presso Gaspero Ricci, Firenze 1816.
- Storia fiorentina di Ricordano Malispini dall'edificazione di Firenze fino al 1282. Seguitata poi da Giacotto Malispini fino al 1286, (rilegato in 2 o 3 volumi) (Scelta biblioteca di storici italiani) dai torchi di Glauco Masi, Livorno 1830
- Istoria di Ricordano Malispini, gentiluomo fiorentino, dalla edificazione di Fiorenza per insino all'anno 1281; con l'aggiunta di Giachetto suo nipote dal detto anno per insino al 1286, riscontrata colle prime edizioni e pubblicata per cura di Crescentino Giannini, (Nuova Biblioteca economica d'opere classiche antiche e moderne; 1) presso Gaetano Romagnoli, Bologna 1867
- Storia fiorentina di Ricordano e Giacotto Malispini. Cronica Fiorentina: delle cose occorenti ne' tempi suoi di Dino Compagni; con prefazione e note, (Biblioteca classica economica; 37). Sonzogno, Milano 1876 (e molte ristampe successive)